# Careproctus attenuatus
Careproctus attenuatus är en fiskart som beskrevs av Gilbert och Burke 1912. Careproctus attenuatus ingår i släktet Careproctus och familjen Liparidae. Inga underarter finns listade.